# Franz Friedrich Kohl
Franz Friedrich Kohl (San Valentino alla Muta, 13 gennaio 1851 – Traismauer, 15 dicembre 1924) è stato un entomologo e studioso di canti popolari austriaco.
Frequentò il Liceo dei Francescani di Bolzano, dove il professor Vinzenz Maria Gredler suscitò il suo interesse per le scienze naturali. All'Università di Innsbruck seguì gli insegnamenti di Adolf Pichler, Anton Kerner von Marilaun e Camill Heller. Kohl lavorò dapprima come insegnante a Bolzano e poi a Innsbruck, ma smise di insegnare nel 1880. In Svizzerà effettuò studi sugli imenotteri con Henri de Saussure. Dopo cinque anni di tirocinio non retribuito, nel 1885 trovò lavoro al museo di storia naturale di Vienna, dove allestì la collezione degli imenotteri, il gruppo di animali cui dedicò la maggior parte dei suoi studi, riguardanti in particolare la famiglia degli Sfecidi. Nel 1921 venne nominato membro dell'Hofrat.
Kohl è considerato il primo collezionista sistematico di canti popolari tirolesi. Come ricercatore in questo ambito, operò inizialmente nella cerchia riunitasi intorno a Josef Pommer. Nel 1903 fondò, insieme a Josef Reiter, il Circolo dei canti popolari tedeschi di Vienna, e dal 1905 lavorò anche con Emil Karl Blümml. Celebri canti popolari come Es wird scho glei dumpa o Heidschi Bumbeidschi sono stati tramandati grazie alle sue pubblicazioni.
| F. F. Kohl è l'abbreviazione standard utilizzata per le specie animali descritte da Franz Friedrich Kohl. Categoria:Taxa classificati da Franz Friedrich Kohl |